# Cheiloxena
Cheiloxena là một chi bọ cánh cứng trong họ Chrysomelidae.
Chi này được Baly miêu tả khoa học năm 1860.

## Các loài
Các loài trong chi này gồm:
- Cheiloxena blackburni Reid, 1992
- Cheiloxena tuberosa Reid, 1992